# Geogamasus minimus
Geogamasus minimus är en spindeldjursart som beskrevs av Lee 1973. Geogamasus minimus ingår i släktet Geogamasus och familjen Ologamasidae. Inga underarter finns listade i Catalogue of Life.